# I Should Have Known Better
"I Should Have Known Better" é uma canção composta por John Lennon mas creditada a Lennon/McCartney, lançada pela banda inglesa The Beatles no álbum A Hard Day's Night.

## Créditos
- John Lennon – vocal, guitarra acústica, harmônica
- Paul McCartney – baixo elétrico
- George Harrison – guitarra de doze cordas
- Ringo Starr – bateria

Créditos por Ian MacDonald